# НТС-Саратов
НТС — российская компания, один из региональных операторов сотовой связи Саратовской области. Полное наименование компании — Закрытое акционерное общество «Народный Телефон Саратов».

## История
Закрытое акционерное общество «Народный Телефон Саратов» (ЗАО «НТС») было учреждено 24 августа 1998 года российской компанией ОАО «Саратовэлектросвязь» и кипрской компанией «Метросвязь Лимитед». В декабре 2002 года ОАО «Саратовэлектросвязь» было реорганизовано и вместе с пакетом принадлежащих ему акций ЗАО «НТС» вошло в состав ОАО «ВолгаТелеком».

## Прекращение деятельности
С 1 февраля 2011 года ЗАО «НТС» прекратило оказывать услуги в связи с завершением права пользования радиочастотами стандарта CDMA. В 2006 году постановлением правительства Российской Федерации срок эксплуатации сетей стандарта CDMA-800 был ограничен до 31 декабря 2010 года: диапазон выделялся под сети наземного эфирного цифрового телевидения. До завершения деятельности оператор имел около 30 тысяч абонентов, в их числе — более ста льготников, которым стоимость услуг связи компенсировалась из бюджета. Всем клиентам НТС было предложено перейти на обслуживание в ЗАО «НСС».
В апреле 2011 года оператор обратился в Арбитражный суд Саратовской области с заявлением о собственном банкротстве.